# Rio Sioule
O rio Sioule é um rio com 167 km de comprimento no centro da França, afluente pela margem esquerda do rio Allier. Nasce perto de Orcival, a norte de Mont-Dore, no Massiço Central. O rio Sioule escavou um profundo desfiladeiro, especialmente no seu curso superior. O rio corre em geral para nordeste pelos seguintes departamentos e comunas:
- Departamento de Puy-de-Dôme: Pontgibaud
- Departamento de Allier: Ébreuil, Saint-Pourçain-sur-Sioule

O rio Sioule desagua no rio Allier em La Ferté-Hauterive, 10 km a norte de Saint-Pourçain-sur-Sioule. Os seus principais afluentes são o rio Sioulet e o rio Bouble.
O viaduto de Fades, a ponte mais alta da França, passa sobre o rio Sioule.